# Sóniatxna Dolina
Sóniatxna Dolina (en (ucraïnès): Сонячна Долина, en rus: Солнечная Долина, Sólnetxnaia Dolina) és un poble de la República Autònoma de Crimea, a Ucraïna, que el 2014 tenia 1.526 habitants. Pertany al districte de Sudak. Fins al 1945 la vila es deia Koz.